# Хвороби акваріумних риб
На цій сторінці представлений перелік найпоширеніших хвороб акваріумних риб.
Найдієвішим засобом проти можливого спалаху захворювань акваріумних риб — профілактика. При дотриманні оптимальних умов утримування риб, уважному й дбайливому ставленні до них можна уникнути захворювань або хоча б своєчасно локалізувати їх. Якщо риби все ж таки захворіли, необхідно правильно визначити вид хвороби та негайно розпочати лікування. Точна діагностика дозволить успішніше провести лікування.
Наука про хвороби риб — іхтіопатологія — розділяє їх на заразні інфекційні та інвазійні, а також незаразні. Збудниками інфекційних хвороб є віруси, бактерії і гриби. Інвазійні хвороби виникають в результаті інвазії — нападу на організм риби паразитів тваринного походження — хвороботворних інфузорій, кишковопорожнинних і червів. Деякі дрібні ракоподібні також можуть паразитувати на тілі риб. Виникнення незаразних хвороб у більшості випадків пов'язане з порушенням оптимальних умов утримування риб в акваріумі або неправильним поводженням з ними.
Одним із найпопулярніших видів для технічного обслуговування акваріумів є активоване вугілля, це також один із найефективніших абсорбентів. При цьому, використання активованого вугілля в прісному або морському акваріумі викликає суперечки.

## Інфекційні хвороби

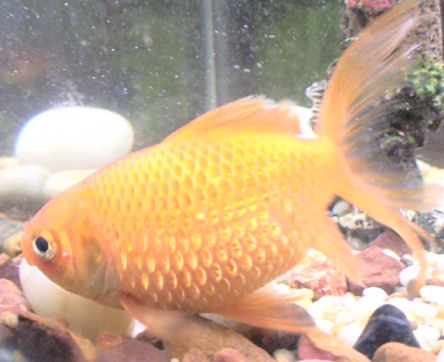
Водянка у золотої рибки

Збудниками інфекційних хвороб є віруси, бактерії і гриби. Для лікування цієї групи хвороб застосовують різноманітні лікувальні препарати.

### Бактеріальні
- Туберкульоз риб (Mycobacterium marinum)
- Гниття плавників
- Вібріоз
- Псевдомоназ

### Грибкові і вірусні
- Сапроплегнія
- Яєчний грибок
- Лімфоцистіт
- Ірідовірус
- Малавійське здуття
- Шкірні і зяброві трематоди риб
- Якірний черв
- Бархатна хвороба

## Інвазійні хвороби

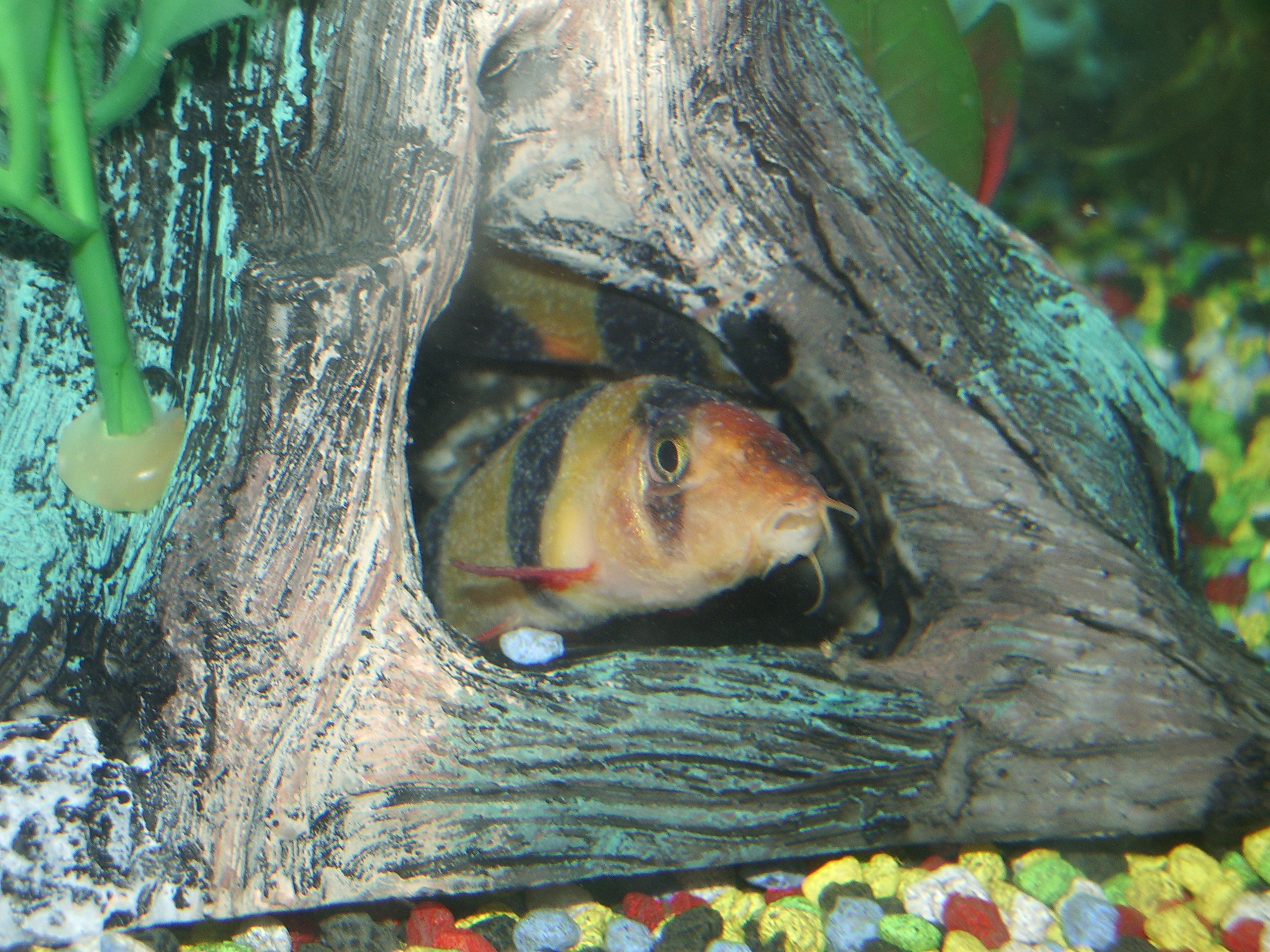
Молода боція клоун, уражена іхтіофтіріозом

Паразити часто потрапляють в акваріум разом з кормом чи погано продезинфікованим інвентарем. Такі різновиди живого корму, як циклоп і коловертка, можуть бути проміжними хазяями паразитів-збудників хвороб.
Лікувальні методи при інвазійних хворобах збігаються з процедурами, що застосовуються при інфекційних захворюваннях (за винятком, зрозуміло, використовуваного препарату і дозувань). Основними методами лікування є: дезінфекція акваріума, дотримання карантину, ванночки, лікарські добавки до корму і препарати для додавання у воду акваріума.
Залежно від збудника, інвазійні хвороби поділяються на:
- протозойні, що викликаються найпростішими — джгутиконосцями (костіоз, оодінумоз, октомітоз, криптобіоза), споровиками (глюгеоз, вузликова хвороба), інфузоріями (іхтіофтіріоз, хілодонеллез, тріходіноз);
- гельмінтози, збудниками яких є паразитичні черви (дактілогіроз, гіродактілез, сангвініколез, діплостоматоз, каріофіллез);
- крустацеози, що викликаються паразитичними ракоподібними (лернеоз, аргулез).

## Незаразні хвороби
Виникнення незаразних хвороб у більшості випадків пов'язане з порушенням оптимальних умов утримування риб в акваріумі або неправильним поводженням з ними. Лікування цих хвороб повинно бути спрямоване на усунення чинника, що негативно діє на риб.
- Ожиріння
- Гіпоксія (недостатність кисню)
- Переохолодження
- Отруєння хлором
- Азотна токсичність (ацідемія)
- Газопухирцева хвороба

## Лікування хвороб
Загалом лікування хворих риб здійснюється переважно трьома способами: в загальному акваріумі, в окремій посудині та індивідуально (лікувальними примочками). Поширеним і найефективнішим є лікування в окремій посудині. При короткому його курсі на збудника хвороби згубно діє лікувальний розчин високої концентрації.

## Профілактика хвороб
Профілактика має важливе значення для попередження захворювань акваріумних риб, які часто виникають у результаті порушень правил утримування чи занесення інфекцій ззовні. З метою збереження здоров'я ваших водних улюбленців рекомендується дотримуватися таких правил:
- систематично проводити щотижневе чищення акваріума в поєднанні із заміною в середньому 1/10 об'єму води, не допускати його перенаселення[7];
- не поміщати в акваріум предметів, які можуть викликати отруєння або травми риб;
- строго стежити за якістю корму і забезпечувати правильне його зберігання;
- дотримуватися режиму годування (два рази на день), не залишати на тривалий час риб голодними і не допускати їх перегодовування;
- підтримувати в акваріумі оптимальну температуру, рекомендовану для конкретних видів риб, виключити можливість різких її перепадів і переохолодження;
- забезпечувати надійне транспортування риб;
- у зимовий час використовувати термоємності, а для великих риб і великої кількості мальків — спеціальні переносні утеплені ящики;
- новопридбаних риб піддавати карантину, помістивши їх у відведений для цього відсадник, заповнений водою з діючого акваріума; щоб не влаштовувати окремого обігріву, дрібних риб можна поміщати в скляну банку і пускати її плавати в акваріум;
- інвентар (сачки, сифони тощо), яким обслуговувалися хворі або карантинні риби, необхідно ретельно дезінфікувати (марганцівкою, риванолом, кухонною сіллю, кип'ятінням), перш ніж використовувати його для здорових риб;
- щоб уникнути вистрибування риб з акваріума, його необхідно накрити склом або сіткою, забезпечивши вільний доступ повітря;
- при лікуванні риб медикаментами і хімічними препаратами строго дотримувати дозування, щоб не допустити отруєння.